# 梁展綸
梁展綸（Leung Chin-Lun, Allen），香港剪輯師，曾凭借《樹大招風》獲得2016年台灣電影金馬獎最佳剪輯獎。
2019年，梁先生曾經於電影專業培訓中心任客席講師。

## 作品
- 2021年七人樂隊
- 2018年非同凡響
- 2017年空手道
- 2016年樹大招風
- 2016年三人行
- 2015年华丽上班族
- 2014年单身男女2
- 2013年盲探
- 2012年毒戰
- 2012年車手，2013年（提名）香港電影金像獎最佳剪輯獎
- 2012年高海拔之戀II
- 2011年单身男女
- 2012年夺命金
- 2009年機動部隊—同袍

## 合作伙伴
- 銀河映像
- 杜琪峯
- 羅守耀
- 韋家輝
- 羅永昌
- 大卫·理查森
- 黃偉傑

## 外部連結
- 梁展綸在香港影庫上的簡介
- 梁展綸在豆瓣上的资料（简体中文）
- 梁展綸在互联网电影资料库（IMDb）上的資料（英文）